# Mexcala formosa
Mexcala formosa là một loài nhện trong họ Salticidae.
Loài này thuộc chi Mexcala. Mexcala formosa được Wanda Wesołowska & Tomasiewicz miêu tả năm 2008.